# William Hagedorn-Rasmussen
William Hagedorn-Rasmussen, född 17 oktober 1998, är en dansk tidigare barnskådespelare.
Rasmussen spelade sonen Mikkel Pihl i den danska TV-serien Anna Pihl (2006–2008). Han medverkade även i filmen Allegro av Christoffer Boe (2005).